# Вінченцо Фоппа
Вінче́нцо Фо́ппа (італ. Vincenzo Foppa; 1430, Брешія — 1515, там само) — італійський живописець.

## Біографія

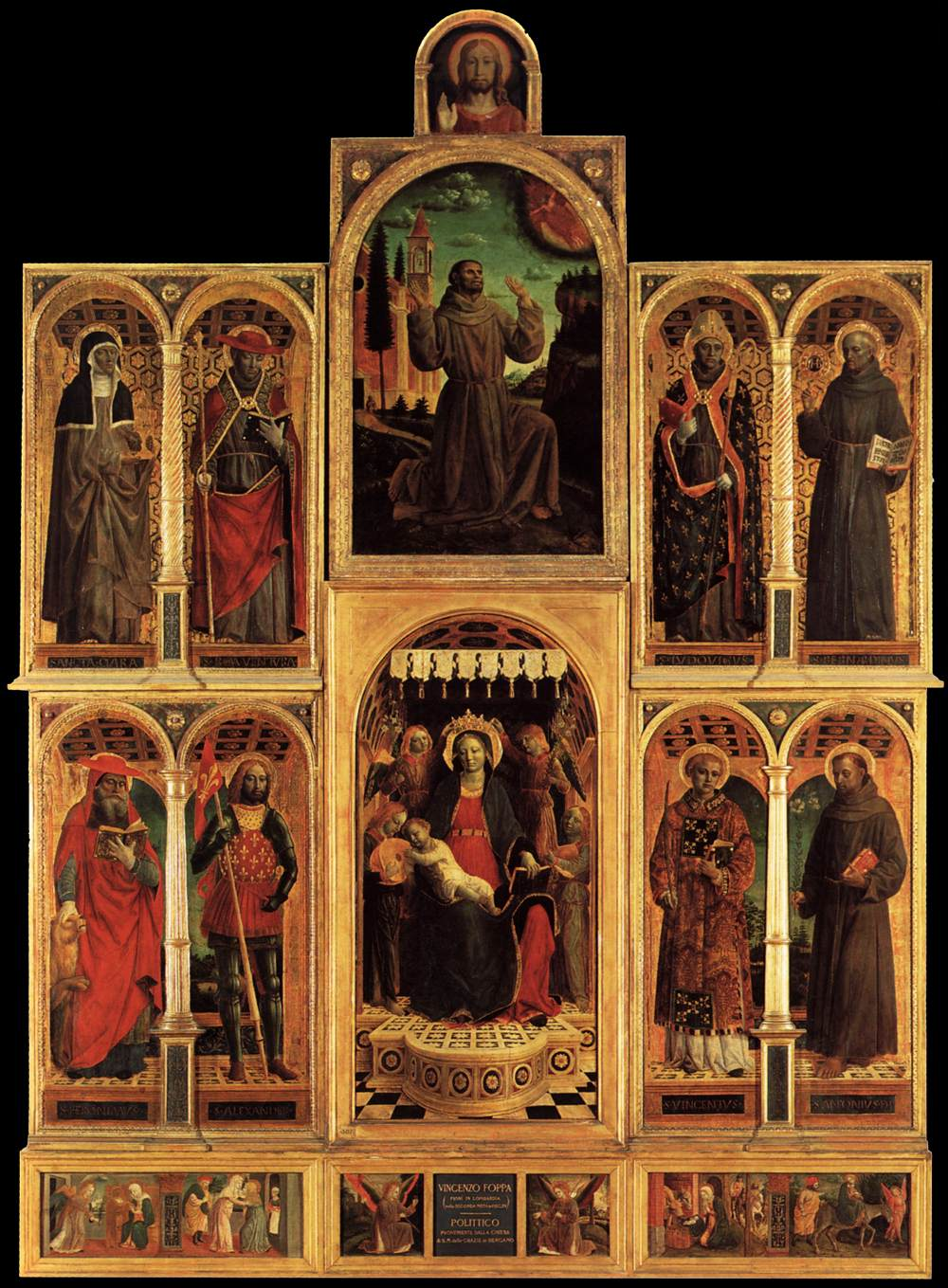
«Поліптих з Санта-Марія-делле-Граціє», 1500, Пінакотека Брера, Мілан

Народився у Брешії. Джорджо Вазарі у своїх «Життєписах» (1550) стверджує, що Фоппа навчався у Падуї в майстерні Франческо Скварчоне. Його живописний стиль демонструє близькість до творчості Андреа Мантеньї, що зокрема проявилось в його тяжінні до монументальності образів та інтересі до ефектів перспективи.
Фоппа здобув значну популярність своїми фресками і вівтарними образами. Першою роботою художника, що збереглась, є «Розп'яття» (1456) — твір написаний рукою зрілого майстра. Близько 1458 року Фоппа перебрався в Павію, де відкрив власну майстерню, яка виконувала художні роботи не тільки в місті, але і за його межами. В 1561 році художник поїхав у Геную, де розписав фресками каплицю св. Івана Хрестителя (нині зруйнована), а також виконав низку інших замовлень.
З 1462 по 1470 роки Фоппа жив у Мілані, де працював на замовлення герцога Міланського. До того часу, коли Фоппа повернувся до Брешії, він був вже відомим художником. В наступні роки Фоппа працював переважно у Мілані і Брешії. Він був провідним майстром ломбардського живопису до прибуття в Мілан Леонардо да Вінчі в 1482 році. В 1489 році він отримав офіційну посаду наставника молодих живописців міста, на якій перебував до 1495 року. Серед його найголовніших робіт — фрески церкви Сан-Еустораджо в Мілані і Санта-Марія-дель-Карміне в Брешії.
Художник помер в Брешії близько 1515 року. Син і учень художника, Вінченцо Фоппа молодший, значиться в числі брешіанських живописців XVI століття, але достовірних його творів не існує.